# Вана-Лагетаґузе
Ва́на-Ла́гетаґузе (ест. Vana-Lahetaguse küla) — село в Естонії, у волості Сааремаа повіту Сааремаа.

## Населення
На 31 грудня 2011 року в селі не було постійних мешканців.

## Географія
Поблизу села тече струмок Ріксу (Riksu oja).
Дістатися села можна автошляхом 102 (Мустьяла — Кігелконна — Тегумарді), повертаючи на північний схід біля села Ріксу.

## Історія
Історично село належало до приходу Кігелконна (Kihelkonna kihelkond).
До 12 грудня 2014 року Вана-Лагетаґузе входило до складу волості Люманда.
До 21 жовтня 2017 року село входило до складу сільського самоврядування Ляене-Сааре.

## Пам'ятки природи
На схід від села розташовується заказник Вана-Лагетаґузе (Vana-Lahetaguse hoiuala).